# Скоробогатова, Галина Константиновна
Галина Константиновна Скоробогатова (14 июля 1918, Петроград — 31 января 1998, Москва) — советская и российская актриса театра и кино. Заслуженная артистка РСФСР (1974).

## Биография
Родилась 14 июля 1918 года в Санкт-Петербурге (ранее Петроград) в семье отца Константина Васильевича Скоробогатова — народного артиста СССР и матери Марии Ивановны Скоробогатовой (в девичестве Крупениной), которая являлась библиотекарем. После развода родителей, мать Мария забрала Галину и свою вторую дочь в Москву.
После тесного общения с отцом, в возрасте 9 лет заинтересовалась актёрским искусством. По мимо школьных предметов в школе, Галина Скоробогатова параллельно начала заниматься в театральной студии Дворца пионеров Бауманского района при своём учебном заведении. После окончания школы, Скоробогатова стала подавать заявления во многие театральные ВУЗы Москвы, где везде ей способствовала удача, но остановилась всё-таки на Театральном училище имени М. С. Щепкина, где начала обучаться у Веры Николаевны Пашенной. Позже после обучения выступала в различных театрах по немногу, но больше всего прослужила в Малом театре так как не покидала его 53 года.
Ушла из жизни по болезни 31 января 1998 года в Москве. Похоронена на Кузьминском кладбище рядом с родными. Последние два года находилась под чутким присмотром своей дочери, не дожив до 80-летнего юбилея.

### Личная жизнь
Была замужем за артистом Георгием Семёновичем Ериновым, который служил так же Малому театру, но погиб добровольцем на фронте в Великой Отечественной войне в 1944 году. От брака в семье появилась дочь по имени Ксения, которую отец видел всего несколько раз.

## Оценочные мнения
- Со слов киноведа Алексея Тремасова, Галина Константиновна обладала прекрасным меццо-сопрано, блистательно исполняла цыганские песни. Любила чтение, увлекалась изучением французского языка, была весёлым компанейским человеком. Также Тремасов подметил, что в жизни Галина была хлебосольна (гостеприимной и щедрой), умела устраивать праздники[1].
- После зачисления в труппу Малого театра, ею были сыграны более тридцати ролей, среди которых особенно выделялись характерно-комедийные образы. Актриса обладала ярким трагикомическим даром, каждую из героинь наделяла индивидуальными, только ей присущими, актёрскими нюансами, поэтому все созданные Скоробогатовой образы получались очень достоверными[1].
- По мнению киноведа Тремасова, можно считать сыгранную ею роль Елизаветы Егоровны Петюниной в фильме Сергея Микаэляна «Вдовы», ролью в ярких сочных тонах[1].

## Творчество

### Фильмография
- 1962 — Ворота славы (фильм-спектакль) — Магда
- 1964 — Порт-Артур (фильм-спектакль) — Шура, сестра милосердия
- 1970 — Свои люди — сочтёмся (фильм-спектакль) — Аграфена Кондратьевна — главная роль
- 1976 — Вдовы — Елизавета Егоровна Петюнина — главная роль
- 1976 — Ярмарка тщеславия (фильм-спектакль) — Феркин
- 1977 — Оптимистическая трагедия (фильм-спектакль)
- 1978 — Власть тьмы (фильм-спектакль) — кума
- 1978 — Не всё коту масленица
- 1978 — Средство Макропулоса
- 1979 — Возвращение на круги своя (фильм-спектакль)
- 1981 — Беседы при ясной луне (фильм-спектакль)
- 1983 — Умные вещи (фильм-спектакль)
- 1984 — Невероятное пари, или Истинное происшествие, благополучно завершившееся сто лет назад — маменька Алёшеньки
- 1986 — Мой любимый клоун (фильм-спектакль) — Мария
- 1987 — Везучая — бабушка Галина Тимофеевна
- 1987 — Недоросль (фильм-спектакль) — Еремеева, кормилица Митрофана
- 1990 — Недоросль (фильм-спектакль) — Еремеева, кормилица Митрофана

### Театральные работы
Роли в Малом театре
- 1944 — Степа «Варвары» М.Горького
- 1945 — Красавица «Иван Грозный» А. Н. Толстого
- 1946 — Маша «Бедность не порок» А. Н. Островского
- 1948 — Стеша «Доходное место» А. Н. Островского
- 1949 — Лиза «Бедность не порок» А. Н. Островского
- 1951 — Аннушка «Без вины виноватые» А. Н. Островского
- 1953 — Шура «Порт-Артур» Попова и Степанова
- 1954 — Касильда «Рюи Блаз» В.Гюго
- 1957 — Перепелицына «Село Степанчиково» Ф. М. Достоевского
- 1958 — Феркин «Ярмарка тщеславия» У.Теккерея
- 1959 — Устинья Наумовна «Свои люди — сочтемся» А. Н. Островского
- 1963 — Мать Зеленина «Коллеги» В.Аксенова
- 1963 — Кума Анисьи «Власть тьмы» Л.Толстого
- 1964 — Степанида «Светит, да не греет» А. Н. Островского
- 1970 — Претерпеева «Растеряева улица» по Г.Успенскому
- 1971 — Базарова «Отцы и дети» И.Тургенева
- 1972 — Тетя Саша «Так и будет» К.Симонова
- 1973 — Феона «Не все коту масленица» А. Н. Островского
- 1974 — Бригс «Ярмарка тщеславия» У.Теккерея
- 1976 — Кабаниха «Гроза» А. Н. Островского
- 1976 — Улита «Господа Головлевы» М. Е. Салтыкова-Щедрина
- 1978 — Курносенкова «Возвращение на круги своя» И.Друце
- 1979 — Кандаурова «Беседы при ясной луне» В.Шукшина
- 1980 — Штопалиха «Ивушка неплакучая» М.Алексеева
- 1982 — Графиня-бабушка «Горе от ума» А. С. Грибоедова
- 1982 — Ульяна «Дикий Ангел» А.Коломийца
- 1983 — Мать Мария «Мой любимый клоун» В.Ливанова
- 1984 — Пошлепкина «Ревизор» Н. В. Гоголя
- 1984 — Галчиха «Без вины виноватые» А. Н. Островского
- 1984 — Отавиха «Беседы при ясной луне» В.Шукшина
- 1986 — Еремеевна «Недоросль» Д. И. Фонвизина
- 1989 — Кормилица «Отец» А.Стриндберга
- 1990 — Онуфриевна «Князь Серебряный» А. К. Толстого
- 1992 — Евсеевна «Холопы» П. П. Гнедича
- 1994 — Анфуса Тихоновна «Волки и овцы» А. Н. Островского

## Звания и награды
- Заслуженная артистка РСФСР (1974).